# لورين مولر
لورين مولر (بالإنجليزية: Lorraine Moller) هي عداءة المسافات الطويلة نيوزيلندية، ولدت في 1 يونيو 1955 في Putāruru ‏ في نيوزيلندا.

## وصلات خارجية
- لورين مولر على موقع الاتحاد الدولي لألعاب القوى (الإنجليزية)
- لورين مولر على موقع اللجنة الأولمبية الدولية (الإنجليزية)
- لورين مولر على موقع أوليمبيديا (الإنجليزية)
- لورين مولر على موقع قاعة نيوزيلندا للمشاهير الرياضية (الإنجليزية)